# L'amico Fritz
L'amico Fritz (Vännen Fritz) är en italiensk opera i tre akter med musik av Pietro Mascagni och libretto av P. Suardon (Nicola Daspuro) efter Émile Erckmanns och Alexandre Chatrians novell L'ami Fritz.

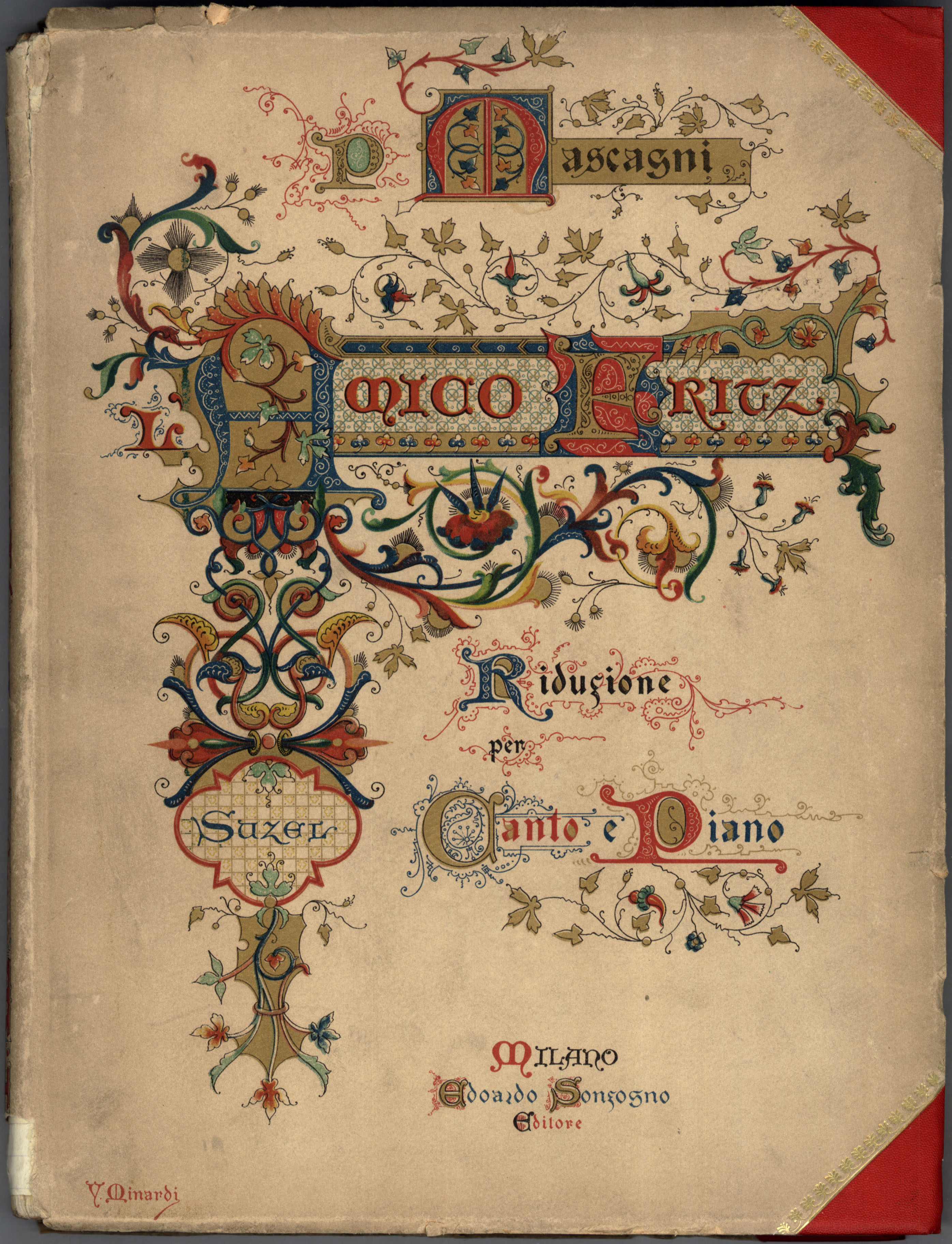
Pianoutdrag till L'amico Fritz.

## Historia
L'amico Fritz hade premiär den 31 oktober 1891 på Teatro dell'Opera di Roma i Rom. Det var ett år efter den överväldigande framgången med På Sicilien och förväntningarna var höga. Den räknas som ett av Mascagnis bästa verk men den uppnådde aldrig popularitet som sin föregångare.
Emedan framgången med På Sicilien tillskrevs librettots kvalitet ville Mascagni komponera en opera som enbart skulle bedömas på grund av musiken. Han valde därför medvetet ett libretto med ett lättsamt innehåll så att musiken skulle komma till sin rätt. Verdi beskrev texten som "det sämsta jag någonsin läst", men Mascagni ansåg det idealiskt.
Svensk premiär den 26 januari 1895 på Svenska Teatern i Stockholm.

## Personer
- Fritz Kobus, en rik godsägare (tenor)
- Suzel, dottern till en av hans arrendatorer (sopran)
- Beppe, Fritz vän (mezzosopran)
- Federico, Fritz vän (tenor)
- Hanezò, Fritz vän (bas)
- David, en rabbin (baryton)
- Caterina, en tjänare (sopran)

## Handling

### Akt I
Den rike godsägaren Fritz Kobus är inbiten ungkarl, men på festen som ordnats på hans 40-årsdag lägger han märke till unga Suzel, dotter till en av hans arrendatorer. Rabbinen David slår vad med Fritz om att han kommer att vara gift innan året har gått ut.

### Akt II
Fritz söker upp Suzel på hennes föräldrars gård, där hon håller på att plocka körsbär ("Körsbärsduetten" - Suzel, buon dì), för att tacka henne för blommorna hon plockat till hans födelsedag. David kommer i sällskap med Fritz vänner Henezò, Federico och Beppe, och föreslår en tur på landet, men David stannar kvar och talar med Suzel. För att pröva Fritz känslor berättar David för honom då han kommer tillbaka att Suzels far nu har hittat en lämplig brudgum åt sin dotter, och Fritz måste mycket mot sin vilja erkänna att han nog är förälskad i flickan. Men han beslutar sig ändå för att återvända till staden med vännerna, och David får trösta den olyckliga Suzel.

### Akt III
Beppe försöker trösta Fritz, som nu också har upplevt kärlekens smärta då David berättar att allt är klart för Suzels bröllop. Det enda som saknas är Fritz välsignelse. Han vägrar och lämnar hastigt lokalen. Då han kommer tillbaka frågar han Suzel om det verkligen är sant att hon skall gifta sig, och hon ber honom att han skall hjälpa henne så att hon slipper gifta sig med en man hon inte älskar. Äntligen medger Fritz att han själv är förälskad i Suzel, och David vinner vader.